# Lluís Enric Apesteguia Ripoll
Lluís Enric Apesteguia Ripoll (Deià, 26 de març de 1985) és un polític mallorquí, filòleg clàssic de formació, batle de Deià i coordinador general de Més per Mallorca des del 27 de novembre de 2021.

## Política municipal
El 2003 crea i forma part de l'agrupació d'electors Agrupació DEIA, una plataforma unitària de l'esquerra i l'ecologisme deianencs; concorre com a número 4 a les eleccions municipals de Deià i no surt elegit.
A les eleccions de 2011 i 2015 encapçala les llistes d'Agrupació DEIA i obté els fins llavors millors resultats en la història de l'esquerra a Deià (3 regidors), però 19 i 7 vots respectivament decanten la batlia cap als candidats conservadors del PP i JuntsXDeià.
A les eleccions de 2019 torna a encapçalar la llista d'Agrupació DEIA i guanya per majoria absoluta, amb 260 vots (69,15%) i 5 regidors. El 26 de maig és elegit batle, essent el primer que ho fa per la victòria d'una formació d'esquerres en tota la història del municipi.
A les eleccions de 2023 Agrupació DEIA revalida la majoria absoluta amb 216 vots
(65,06%) i 5 regidors. El 17 de juny és reelegit batle.

## Política supramunicipal
Milita en diversos sindicats estudiantils com el BEI i participa de la lluita contra el Procés de Bolonya.
El 2004 s'afilia al PSM-Entesa Nacionalista i el 2010 és elegit secretari general de la seva organització juvenil, els Joves d'Esquerra Nacionalista-PSM; el 2012 revalida el càrrec en l'XI Congrés de la formació i el manté fins que és substituït per Alexandre Moll el 2013.
Aquest mateix any participa de l'Assemblea Constituent de MÉS per Mallorca i hi és elegit membre de l'Executiva.
El 2014 concorre a les primàries obertes de la nova formació i surt elegit 5è a les llistes al Consell de Mallorca. El 4 de juliol de 2015, després dels històrics resultats de la formació ecosobiranista, pren possessió de l'acta de conseller electe i esdevé portaveu suplent del seu grup.
El 2018 dimiteix del càrrec de conseller per ser nomenat cap de gabinet de la Vicepresidència i Conselleria d'Innovació, Recerca i Turisme del Govern de les Illes Balears, arran de la dimissió de Biel Barceló i el nomenament de Bel Busquets.
El 2019 és elegit Secretari de Comunicació a la III Assemblea General de MÉS per Mallorca.
El 24 d’octubre de 2021 és escollit per liderar la candidatura de Més per Mallorca a les pròximes eleccions al Parlament de les Illes Balears, superant Maria Ramon a les primàries amb un 56,6% dels vots.
A les eleccions al Parlament de les Illes Balears de 2023 concorre com a cap de llista i candidat a la presidència del Govern per MÉS per Mallorca. La formació obté 37.651 vots (10,36%) i revalida els seus 4 escons. Esdevé diputat i portaveu del grup parlamentari de MÉS per Mallorca a l'oposició, atès que el pacte de progrés no es pot reeditar arran de la victòria de PP.
El 30 de maig de 2023 ofereix el que anomena "un nou compromís històric" a Marga Prohens perquè aquesta no hagi de pactar i dependre de la formació ultradretana VOX, però ella ho refusa.